# Pseudohadena restricta
Pseudohadena restricta är en fjärilsart som beskrevs av Sukhareva 1976. Pseudohadena restricta ingår i släktet Pseudohadena och familjen nattflyn. Inga underarter finns listade.